# Tringa semipalmata

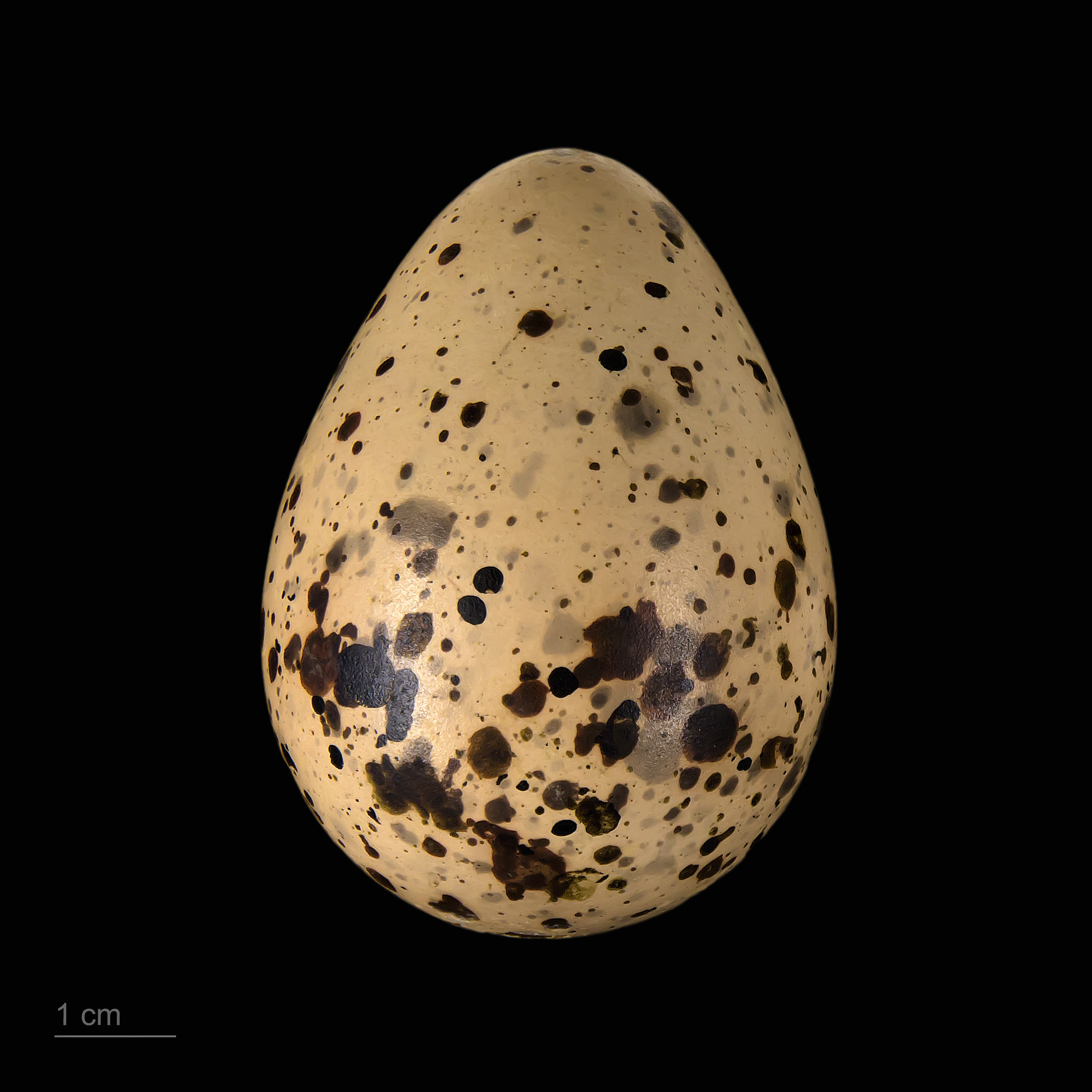
Tringa semipalmata

Il totano semipalmato (Tringa semipalmata, Gmelin 1789) è un uccello della famiglia degli Scolopacidae, precedentemente inserito nel genere monotipico Catoptrophorus.

## Distribuzione e habitat
Questo uccello vive nelle Americhe, dal Canada a sud del circolo polare artico, fino alle regioni settentrionali di Cile e Argentina. È più raro ma presente nell'estremo nord (Alaska, Nunavut, etc.) e nell'estremo sud (Patagonia e Terra del Fuoco). Di passo in Francia, nel nord Europa, nelle Hawaii e sulle isole esterne dei Caraibi.

## Sistematica
Tringa semipalmata ha due sottospecie:
- T. semipalmata inornata - sottospecie occidentale
- T. semipalmata semipalmata - sottospecie orientale